# Mala Volîțea, Ciudniv
Mala Volîțea (în ucraineană Мала Волиця) este localitatea de reședință a comunei Mala Volîțea din raionul Ciudniv, regiunea Jîtomîr, Ucraina.

## Demografie
Componența lingvistică a localității Mala Volîțea
     Ucraineană (98,93%)
     Rusă (1,07%)
Conform recensământului din 2001, majoritatea populației localității Mala Volîțea era vorbitoare de ucraineană (98,93%), existând în minoritate și vorbitori de rusă (1,07%).